# 小叮噹科學主題樂園

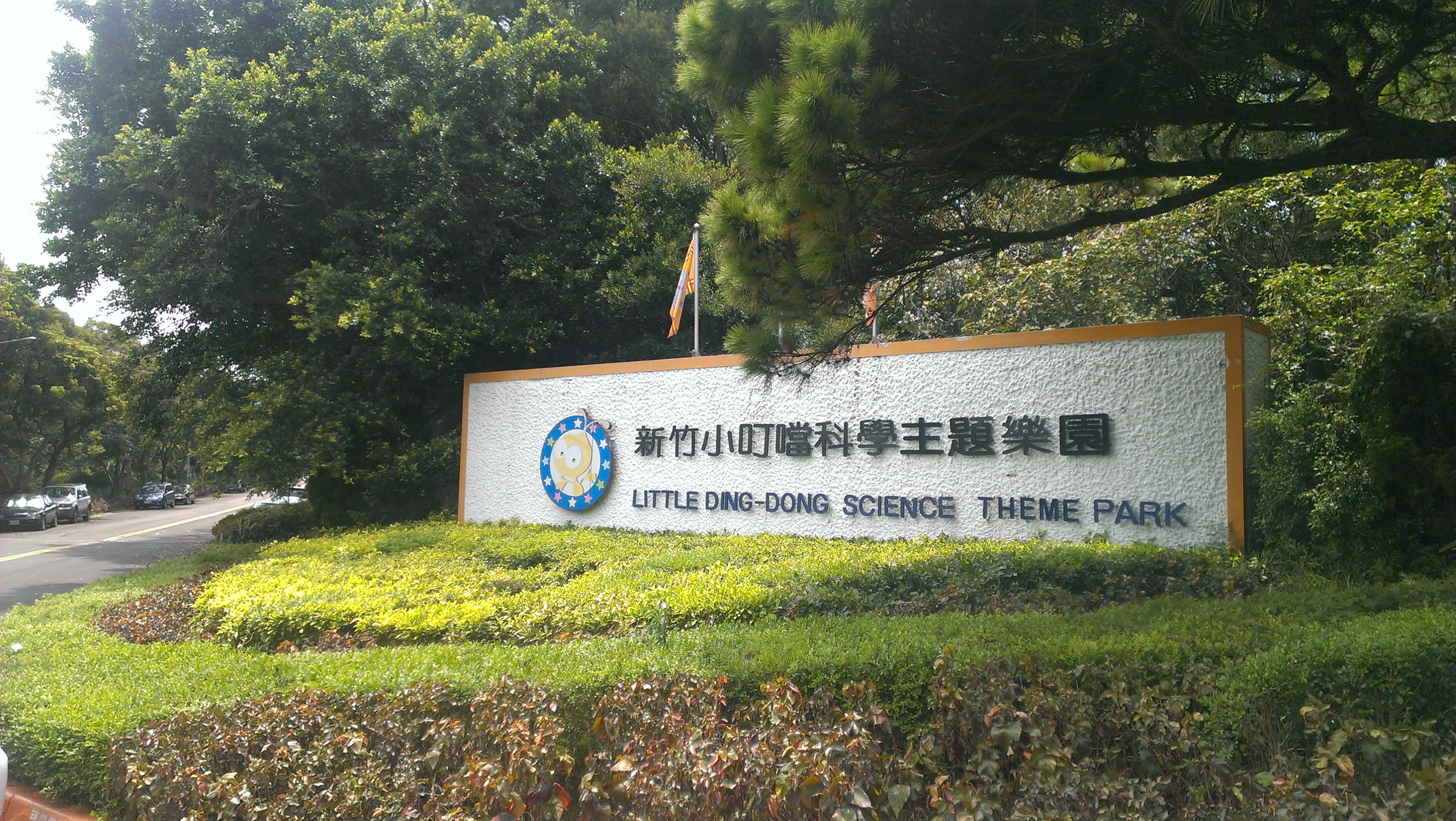
小叮噹科學主題樂園入口標誌

小叮噹科學主題樂園位於台灣新竹縣新豐鄉松柏嶺上，是一個以科學教育為主題的戶外遊樂園區，於1990年1月開始營運。開幕時門牌號碼為新竹縣新豐鄉上坑村坑子口102之1號，2009年時的門牌號碼為新竹縣新豐鄉松柏村康和路199號。此園區曾連續22年獲得交通部觀光局評定為特優等風景遊樂區。

## 歷史沿革
成立初期的公司名稱為新生地育樂股份有限公司，由多位熱心於科學教育的股東集資建立，與新竹科學園區相互輝映。園區最早期取名為新豐育樂大觀園。之後，新生地育樂改名為「小叮噹科學股份有限公司」，新豐育樂大觀園更名為「小叮噹科學遊樂區」，2011年9月正式向主管機關申請變更園區名稱為「小叮噹科學主題樂園」。雖有「小叮噹」之名稱，但是該樂園與哆啦A夢（台灣舊譯小叮噹）完全無關。

## 園內設施

### 歡樂水世界
- 阿嬤的洗衣機
- 中國筒車
- 阿基米德水車
- 江戶水車
- 龍骨水車
- 比利神槍
- 歡樂蠻牛水迷宮
- 大水桶轟浪趣
- 漩轉水世界
- 亞馬遜水魔域

### 趣味遊樂區
- 水噹噹露營區
- 八方緣活動場
- 轆轤
- 鏡牆
- 歐普藝術
- 留影牆
- 叮噹水庫
- 益智解鎖
- 太空漫步
- 透視屋

### 互動設施
- 愛麗絲花園迷宮
- 貝爾話筒
- 埃及艷后拱橋
- 白雪公主夢境
- 追分車站
- 馬克斯威爾通話器
- 泰山吼
- 北海道滑雪場
- 魚菜星球(魚菜共生農場)
- 水蓮花生態區

### 走馬看花體驗
- 阿拉伯花圃
- 莫札特之春
- 可愛侏儸紀
- 唧筒
- 浮動石球
- 努比亞山羊

### 知識動動腦
- 曹沖秤
- 風力體驗室
- 神農氏百毒園
- 綠色小屋
- 福爾摩斯光學屋
- 達利樂園
- 愛因斯坦實驗室(傾斜屋)

### 流年忘返的美景拍照區
- 唐吉訶德天上水
- 格列佛走廊
- 伊索萬年曆(日晷)
- 荷蘭風車
- E.T飛碟屋
- 鳳崎觀景台
- 幻象2000觀察台
- 哥白尼宇宙中心

### 美食饗用區
- 快樂屋專賣店
- 餐廳
- 歡樂科學館
- 智多星紀念品館
- 水蓮花休息區
- 生活大師會館

## 外部連結
- 小叮噹科學遊樂區 （页面存档备份，存于）
- 小叮噹科學主題樂園的Facebook專頁
- 小叮噹科學主題樂園導覽圖 （页面存档备份，存于）
- 旅館設施-生活大師會館 （页面存档备份，存于）
- 维基共享资源上的相關多媒體資源：小叮噹科學主題樂園